# 가톨릭 사이타마 교구
가톨릭 사이타마 교구(일본어: カトリックさいたま教区, 라틴어: Dioecesis Saitamaensis)는 일본의 로마 가톨릭교회 도쿄 관구에 속하는 교구이다.

## 연혁
- 1939년 1월 4일, 요코하마 교구 중 사이타마 현, 도치기 현, 군마 현, 이바라키 현을 분리하여 우라와 지목구로 신설되어 캐나다의 프란치스코회에 위탁되었다. 초대 지목구장에는 리브랑 신부가 취임했다.
- 1940년, 리블랑 신부가 지목구장을 사임하여, 우쉬노 신부가 지목구장 대리가 되었다
- 1945년, 우쉬노 신부가 지목구장에 취임했다.
- 1957년, 우쉬노 지목구장이 사임하였다,
- 1957년 12월 16일, 우리와 지목구가 교구로 승격했다.
- 1957년 12월 24일, 나가에 신부가 초대 주교로 임명되어 교구장으로 취임했다.
- 1979년, 나가에 주교가 교구장직을 사임하였다.
- 1979년 12월 20일, 시마모토 신부가 후임에 임명되었다
- 1980년 3월 20일, 시마모토 신부가 주교에게 서품되어 교구장으로 취임했다.
- 1990년 3월 20일, 시마모토 주교가 나가사키 교구장에 임명되어, 5월에 나가사키로 전보되었다.
- 1991년 9월 16일, 오카다 신부가 주교로 서품되어, 교구장으로 취임했다.
- 2000년 5월 10일, 오카다 주교가 도쿄 교구장에 임명되었으며, 우라와 교구의 타이지 신부가 주교에게 임명되었다.
- 2003년 3월 31일, 우라와 교구는 사이타마 교구로 명칭 변경되었다.

## 관할 구역
사이타마현(埼玉県)、도치기현(栃木県)、군마현(群馬県)、이바라키현(茨城県)

## 역대 지목구장
- 1대 암브로조 리블랑 몬시뇰(Ambrogio Leblanc) (1939–1940)
- 2대 우쉬노 사쿠조(바오로) 몬시뇰 (内野作蔵, 1945.12.13–1957)

## 역대 교구장
- 1대 나가에 사토쉬(라우렌시오) 주교(長江 恵, 1957.12.24–1979.12.20)
- 2대 시마모토 카나메(프란치스코 하비에르) 주교 (島本要, 1979.12.20–1990.02.08)
- 3대 오카다 다케오(베드로) 주교 (岡田武夫, 1991.04.15–2000.02.17)
- 4대 타니 타이지(마르첼리노) 주교 (谷大二, 2000.05.10-2013,07,27)
- 5대 야마노우치(마리오)주교(山野内倫昭 2018,06,02~)